# Humac (Bugojno, BiH)
Humac je naseljeno mjesto u općini Bugojno, Federacija Bosne i Hercegovine, BiH.

## Povijest
Selo je stradalo u bošnjačko-hrvatskom sukobu. Pripadnici Armije RBiH su u drugoj polovici 1993. opljačkali i demolirali župnu crkvu župe Skopaljska Gračanica, opljačkali i kasnije spalili župnu kuću i kuću časnih sestara od kojih su ostali samo zidovi.  Većina župljana, Hrvata katolika, je protjerana, kuće su im opljačkane i spaljene. Dana 20. ožujka 1997. godine, pred dolazak pape Ivana Pavla II u Sarajevo, crkva je oštećena postavljanjem eksplozivne naprave pod zvonik koji je u potpunosti uništen. Počinitelji nikada nisu pronađeni. Početkom istog mjeseca demolirano je i mjesno groblje.

## Stanovništvo

### 1991.
Nacionalni sastav stanovništva 1991. godine, bio je sljedeći:
ukupno: 196
- Hrvati - 196 (100%)

### 2013.
Nacionalni sastav stanovništva 2013. godine, bio je sljedeći:
ukupno: 54
- Hrvati - 53 (98,15%)
- ostali, neopredijeljeni i nepoznato - 1 (1,85%)

## Vanjske poveznice
- Župa Srca Marijina
  - zemljovid župe Skopaljska Gračanica